# Roman Šebrle
Roman Šebrle (Lanškroun, 26 november 1974) is een Tsjechisch atleet. Šebrle is een tienkamper van internationaal niveau. Gedurende elf jaar was hij zelfs houder van het wereldrecord op dit onderdeel.

## Loopbaan
Oorspronkelijk deed Šebrle aan hoogspringen, maar later legde hij zich toe op zowel de zevenkamp (heptathlon) als de tienkamp (decatlon). In mei 2001 werd hij wereldrecordhouder op de tienkamp door met een puntenaantal van 9026 als eerste de 9000 puntenbarrière te verbreken. Op de Wereldkampioenschappen in Osaka 2007 werd hij ook nog eens wereldkampioen, de eerste Tsjech die deze titel heeft veroverd.
Op de Olympische Spelen van Sydney won hij een zilveren medaille. Op het Europees kampioenschap van 2002 in München werd hij kampioen. Hij won ook een zilveren medaille bij de wereldkampioenschappen van 2003 in Parijs, achter de Amerikaan Tom Pappas (goud).
Zijn grootste doel was een gouden medaille te winnen op de Olympische Spelen van Athene in 2004, hetgeen hem ook lukte. Met een puntenaantal van 8893 verbrak hij het olympisch record op de tienkamp.
Op de WK van 2005 in Helsinki probeerde hij zijn ontbrekende titel te winnen. Hij won een zilveren medaille na de Amerikaan Bryan Clay (goud). Zijn medaille stond ter discussie, aangezien hij een tijdens de WK een infuus kreeg toegediend van glucose. Volgens de IAAF was dit infuus gerechtvaardigd, omdat Roman last had van een verhoogde hartslag en een lage bloedsuikerspiegel.
Op de Europese kampioenschappen atletiek 2006 in Göteborg verdedigde hij met succes zijn Europese titel. In hetzelfde jaar behaalde hij op een bronzen medaille bij de wereldindoorkampioenschappen op het onderdeel zevenkamp.
Tijdens de EK indoor in Birmingham in maart 2007 behaalde Šebrle zijn derde Europese indoortitel. Ook werd hij dit jaar in Osaka voor het eerst wereldkampioen tienkamp. Op 21 juni 2013 kondigde hij zijn afscheid aan wegens blessures.

## Titels
- Olympisch kampioen tienkamp - 2004
- Wereldkampioen tienkamp - 2007
- Wereldindoorkampioen zevenkamp - 2001, 2004
- Europees kampioen tienkamp - 2002, 2006
- Europees indoorkampioen zevenkamp - 2002, 2005, 2007
- Universiade kampioen tienkamp - 1997
- Tsjechisch kampioen tienkamp - 1996
- Tsjechisch indoorkampioen zevenkamp - 1996, 1998
- Tsjechisch kampioen 110 m horden - 2002
- Tsjechisch indoorkampioen 60 m horden - 2001
- Tsjechisch kampioen verspringen - 1998
- Tsjechisch indoorkampioen verspringen - 2000, 2001, 2002

## Statistieken

### Persoonlijke records
Outdoor
| Onderdeel            | Prestatie               | Wind (m/s) | Datum            | Plaats  |
| -------------------- | ----------------------- | ---------- | ---------------- | ------- |
| 100 m                | 10,64                   | +0,0       | 3 juni 2000      | Götzis  |
| 200 m                | 21,74                   | +1,4       | 7 augustus 2004  | Praag   |
| 300 m                | 35,12                   |            | 13 juni 2005     | Praag   |
| 400 m                | 47,76                   |            | 29 mei 1999      | Götzis  |
| 1500 m               | 4.21,98                 |            | 27 mei 2001      | Götzis  |
| 110 m horden         | 13,79                   | +0,3       | 27 juni 1999     | Ostrava |
| hoogspringen         | 2,15                    |            | 3 juni 2000      | Götzis  |
| polsstokhoogspringen | 5,20                    |            | 18 mei 2003      | Turnov  |
| verspringen          | 8,11                    | +1,9       | 26 mei 2001      | Götzis  |
| kogelstoten          | 16,47                   |            | 19 juni 2007     | Kladno  |
| discuswerpen         | 49,46                   |            | 24 mei 2009      | Praag   |
| speerwerpen          | 71,18                   |            | 1 september 2007 | Osaka   |
| tienkamp             | 9026 (ex-WR; ex-ER; NR) |            | 27 mei 2001      | Götzis  |

Indoor
| Onderdeel            | Prestatie        | Datum            | Plaats    |
| -------------------- | ---------------- | ---------------- | --------- |
| 60 m                 | 6,91             | 6 februari 1999  | Tallinn   |
| 200 m                | 22,62            | 29 januari 2006  | Praag     |
| 1000 m               | 2.37,86          | 11 maart 2001    | Lissabon  |
| 50 m horden          | 6,80             | 5 maart 2000     | Reykjavík |
| 60 m horden          | 7,84             | 12 februari 2000 | Praag     |
| hoogspringen         | 2,13             | 6 februari 1999  | Tallinn   |
| polsstokhoogspringen | 5,05             | 8 februari 2004  | Tallinn   |
| verspringen          | 7,97             | 29 januari 2000  | Tallinn   |
| kogelstoten          | 16,28            | 6 maart 2004     | Boedapest |
| zevenkamp            | 6438 (ex-ER; NR) | 7 maart 2004     | Boedapest |

### Opbouw PR meerkamp en potentieel record op basis van PR's
In de tabel staat de uitsplitsing van het persoonlijk record op de tienkamp. In de kolommen ernaast staat ook het potentieel record, met alle persoonlijke records op de losse onderdelen en de bijbehorende punten.
|              | Uitsplitsing PR | Uitsplitsing PR | Uitsplitsing PR |              | Potentieel record | Potentieel record |
| Onderdeel    | Prestatie       | Wind (m/s)      | Punten          | Pers. record | Punten            |                   |
| ------------ | --------------- | --------------- | --------------- | ------------ | ----------------- | ----------------- |
| 100 m        | 10,64           | +0,0            | 942             | 10,64        | 942               |                   |
| verspringen  | 8,11            | +1,9            | 1089            | 8,11         | 1089              |                   |
| kogelstoten  | 15,33           |                 | 810             | 16,47        | 880               |                   |
| hoogspringen | 2,12            |                 | 915             | 2,15         | 944               |                   |
| 400 m        | 47,79           |                 | 919             | 47,76        | 921               |                   |
| 110m horden  | 13,92           | -0,2            | 985             | 13,68 1      | 1016              |                   |
| discuswerpen | 47,92           |                 | 827             | 49,46        | 860               |                   |
| polshoog     | 4,80            |                 | 849             | 5,20         | 972               |                   |
| speerwerpen  | 70,16           |                 | 892             | 71,18        | 907               |                   |
| 1500 m       | 4.21,98         |                 | 798             | 4.21,98      | 798               |                   |
| Puntentotaal |                 |                 | 9026            |              | 9329              |                   |

1Prestatie met rugwind-voordeel; zonder windvoordeel 13,79 1002 punten.

## Palmares

### verspringen
- 2005: 7e Europacup - 7,38 m

### zevenkamp
- 1998: DNF EK indoor in Valencia
- 1999:  WK indoor in Maebashi - 6319 p
- 2000:  EK indoor in Gent - 6271 p
- 2001:  WK indoor in Lissabon - 6420 p
- 2002:  EK indoor in Wenen - 6280 p
- 2003:  WK indoor in Birmingham - 6196 p
- 2004:  WK indoor in Boedapest - 6438 p (ER)
- 2005:  EK indoor in Madrid - 6232 p
- 2006:  WK indoor in Moskou - 6161 p
- 2007:  EK indoor in Birmingham - 6196 p
- 2008: DNF WK indoor in Valencia
- 2009:  EK indoor in Turijn- 6142 p
- 2010: 5e WK indoor in Doha - 6024 p
- 2011:  EK indoor in Parijs - 6178 p

### tienkamp
- 1997: 9e WK in Athene - 8232 p
- 1998: 6e EK in Boedapest - 8477 p
- 1998:  IAAF World Combined Events Challenge - 25604 p
- 1999: DNF WK in Sevilla
- 1999:  IAAF World Combined Events Challenge - 25184 p
- 2000:  OS in Sydney- 8606 p
- 2000:  IAAF World Combined Events Challenge - 25591 p
- 2001: 10e WK in Edmonton - 8174 p
- 2002:  Mehrkampf-Meeting Ratingen - 8701 p
- 2002:  EK in München - 8800 p
- 2002:  IAAF World Combined Events Challenge - 26301 p
- 2003:  Mehrkampf-Meeting Ratingen - 8606 p
- 2003:  WK in Parijs - 8634 p
- 2003:  IAAF World Combined Events Challenge - 26047 p
- 2004:  OS in Athene - 8893 p (OR)
- 2004:  Décastar - 8217 p
- 2004:  IAAF World Combined Events Challenge - 25952 p
- 2005:  WK in Helsinki - 8521 p
- 2005:  Décastar - 8326 p
- 2005:  IAAF World Combined Events Challenge - 25381 p
- 2006:  EK in Göteborg- 8526 p
- 2006:  IAAF World Combined Events Challenge - 25029 p
- 2007:  WK in Osaka - 8676 p
- 2007:  IAAF World Combined Events Challenge - 25261 p
- 2008: 6e OS in Peking - 8241 p
- 2009: 11e WK in Berlijn - 8266 p
- 2011: 13e WK in Daegu - 8069 p

## Onderscheidingen
- Tsjechisch atleet van het jaar - 2002, 2003, 2004, 2005, 2006

1904: Tom Kiely ·
1912: Jim Thorpe ·
1920: Helge Løvland ·
1924: Harold Osborn ·
1928: Paavo Yrjölä ·
1932: James Bausch ·
1936: Glenn Morris ·
1948: Bob Mathias ·
1952: Bob Mathias ·
1956: Milt Campbell ·
1960: Rafer Johnson ·
1964: Willi Holdorf ·
1968: Bill Toomey ·
1972: Nikolaj Avilov ·
1976: Bruce Jenner ·
1980: Daley Thompson ·
1984: Daley Thompson ·
1988: Christian Schenk ·
1992: Robert Změlík ·
1996: Dan O'Brien ·
2000: Erki Nool ·
2004: Roman Šebrle ·
2008: Bryan Clay ·
2012: Ashton Eaton ·
2016: Ashton Eaton ·
2020: Damian Warner ·
2024: Markus Rooth
1983 Daley Thompson ·
1987 Torsten Voss ·
1991 Dan O'Brien ·
1993 Dan O'Brien ·
1995 Dan O'Brien ·
1997 Tomáš Dvořák ·
1999 Tomáš Dvořák ·
2001 Tomáš Dvořák ·
2003 Tom Pappas ·
2005 Bryan Clay ·
2007 Roman Šebrle ·
2009 Trey Hardee ·
2011 Trey Hardee ·
2013 Ashton Eaton ·
2015 Ashton Eaton ·
2017 Kévin Mayer ·
2019 Niklas Kaul ·
2022 Kévin Mayer ·
2023 Pierce LePage
- World Athletics: 14168218
- International Standard Name Identifier: 0000 0000 5597 9536
- Nationale Bibliotheek van Tsjechië: xx0025114
- Virtual International Authority File: 85457369